# Молер, Армин
Армин Молер (нем. Armin Mohler; 12 апреля 1920, Базель ― 4 июля 2003, Мюнхен) ― швейцарский и немецкий публицист и философ, оказавший влияние на движение новых правых в Германии.

## Биография
Армин Молер родился в Базеле в 1920 году. Поступил на учёбу в Базельский университет и некоторое время поддерживал коммунистов. Был призван в швейцарскую армию в возрасте 20 лет, но после прочтения работ Освальда Шпенглера и нападения Германии на Советский Союз в июне 1941 года проникся симпатиями к нацистской Германии и в 1942 году дезертировал из армии, чтобы вступить в ряды ваффен-СС. Однако не сумел завоевать достаточного доверия и на службу принят не был. Несмотря на это, остался в Берлине ещё на один год, прежде чем возвратиться в Швейцарию, где был заключён в тюрьму за дезертирство.
После окончания Второй мировой войны Молер вернулся на учёбу в Берлин и завершил работу над своей докторской диссертацией на тему «Консервативная революция в Германии, 1918―1932» (Die Konservative Revolution in Deutschland 1918―1932) в 1949 году. Его научным руководителем был Карл Ясперс. Цель диссертации Молера не была строго научной, ибо он также старался сформулировать теоретическую базу для правого движения в послевоенной Германии, которая бы основывалась на старых традициях, а не на идеологии нацизма. В том же году Молер начал работать секретарём у Эрнста Юнгера, которого считал своим кумиром, хотя всё больше приходил к мысли о том, что тот после конца войны становился всё более умеренным в своих взглядах.
С 1953 по 1961 год Молер работал корреспондентом еженедельника Die Zeit в Париже. После этого он жил в Мюнхене, где возглавлял Фонд Карла Фридриха фон Сименса. В течение краткого периода работал спичрайтером у Франца Йозефа Штрауса. В 1967 Армин Молер стал первым лауреатом премии Конрада Аденауэра, после чего в СМИ в отношении него последовала травля.
В 1970 году он стал главным редактором немецкого журнал Criticon, который принадлежал писателю Каспару фон Шренк-Нотцингу и был наиболее влиятельным консервативным изданием в Германии на протяжении почти трёх десятилетий.
Скончался в Мюнхене в 2003 году в возрасте 83 лет.

## Основные идеи и политическая деятельность
Главным трудом Молера является его «Консервативная революция в Германии, 1918―1932», в которой он даёт описание и анализ правой мысли времён Веймарской республики в качестве противовеса и альтернативы национал-социализму. Среди наиболее важных мыслителей «консервативной революции» он выделял Эрнста Юнгера, Освальда Шпенглера, Карла Шмитта, Эрнста Никиша, Ганса Блюэра и Томаса Манна (до того, как тот обратился к либерализму).
Молер был одним из первых немецких публицистов, которые обратили внимание на идеи французских новых правых и в частности Алена де Бенуа, другом которого и был сам Молер. Так же, как и Бенуа, Молер был одним из тех правых, которые выступали против социализма и либерализма, причём основной акцент делали именно на антилиберализме. По словам Михаэля Минкенберга, воззрения Молера в большей степени находились в одной плоскости с идеями представителей объединения GRECE, куда был вхож де Бенуа, и были менее схожи с идеями правых немецких публицистов времён «новой восточной политики» вроде Роберта Шпеманна и Герда-Клауса Кальтенбруннера, выступавших за сохранение сильного немецкого государства.
Одним из любимых предметов критики у Молера была тема так называемого «преодоления прошлого», которой он посвятил несколько книг, где утверждал, что немецкому обществу необходимо выйти «из тени Гитлера». В этой связи Молера иногда называют предшественником Эрнста Нольте и прочих публицистов, принявших участие в «споре историков».
В 1950-х годах Молер писал для журналов Nation Europa и Die Tat (не путать с более старым журналом под тем же названием), а также для таких крупных изданий, как Die Zeit и (в 1960-х и 1970-х годах) Die Welt. В более поздние годы писал для еженедельной газеты немецких новых правых Junge Freiheit. Под псевдонимом Михаэль Хинтермвальд также написал две статьи для Deutschen National-Zeitung, принадлежавшую Герхарду Фраю, за что его многие впоследствии критиковали.
Молер был изначально сторонником Франца Йозефа Штрауса и его партии Христианско-социальный союз в Баварии, однако впоследствии также работал с Францем Шёнхубером, учредителем партии Республиканцы. Также активно сотрудничал с Аленом де Бенуа.
Идею консервативной революции в изложении Молера некоторые исследователи считают схожей с идеологией фашизма, в частности, такой точки зрения придерживается Роджер Гриффин. В одном из своих интервью Молер признал, что он действительно является фашистом, но только в духе Хосе Антонио Примо де Риверы и вместе с тем склонен считать, что истоки фашизма находятся в ультралевом политическом спектре.

## Сочинения
- Консервативная революция в Германии 1918—1932 гг. = Die konservative Revolution in Deutschland 1918—1932. Ein Handbuch. / Перевод с немецкого А. Васильченко. — М.: Тотенбург, 2017. — 312 с.